# 휴먼TV 아름다운 세상
《휴먼TV 아름다운 세상》은 대한민국의 SBS에 2000년 10월부터 2002년 2월까지 방송됐던 교양 프로그램이다.

## 방송 시간
- SBS TV - 2000년 10월부터 2002년 2월까지, 매주 화요일 저녁 7시 10분 ~ 8시 (50분)